# Tabanan (kabupatenhuvudort i Indonesien)
Tabanan är en kabupatenhuvudort i Indonesien.   Den ligger i provinsen Provinsi Bali, i den sydvästra delen av landet, 900 km öster om huvudstaden Jakarta. Tabanan ligger 126 meter över havet och antalet invånare är 33 667. Den ligger på ön Bali.
Terrängen runt Tabanan är lite kuperad. Runt Tabanan är det mycket tätbefolkat, med 1 819 invånare per kvadratkilometer. Närmaste större samhälle är Denpasar, 15,7 km sydost om Tabanan. I omgivningarna runt Tabanan växer i huvudsak städsegrön lövskog.